# Loď bláznů

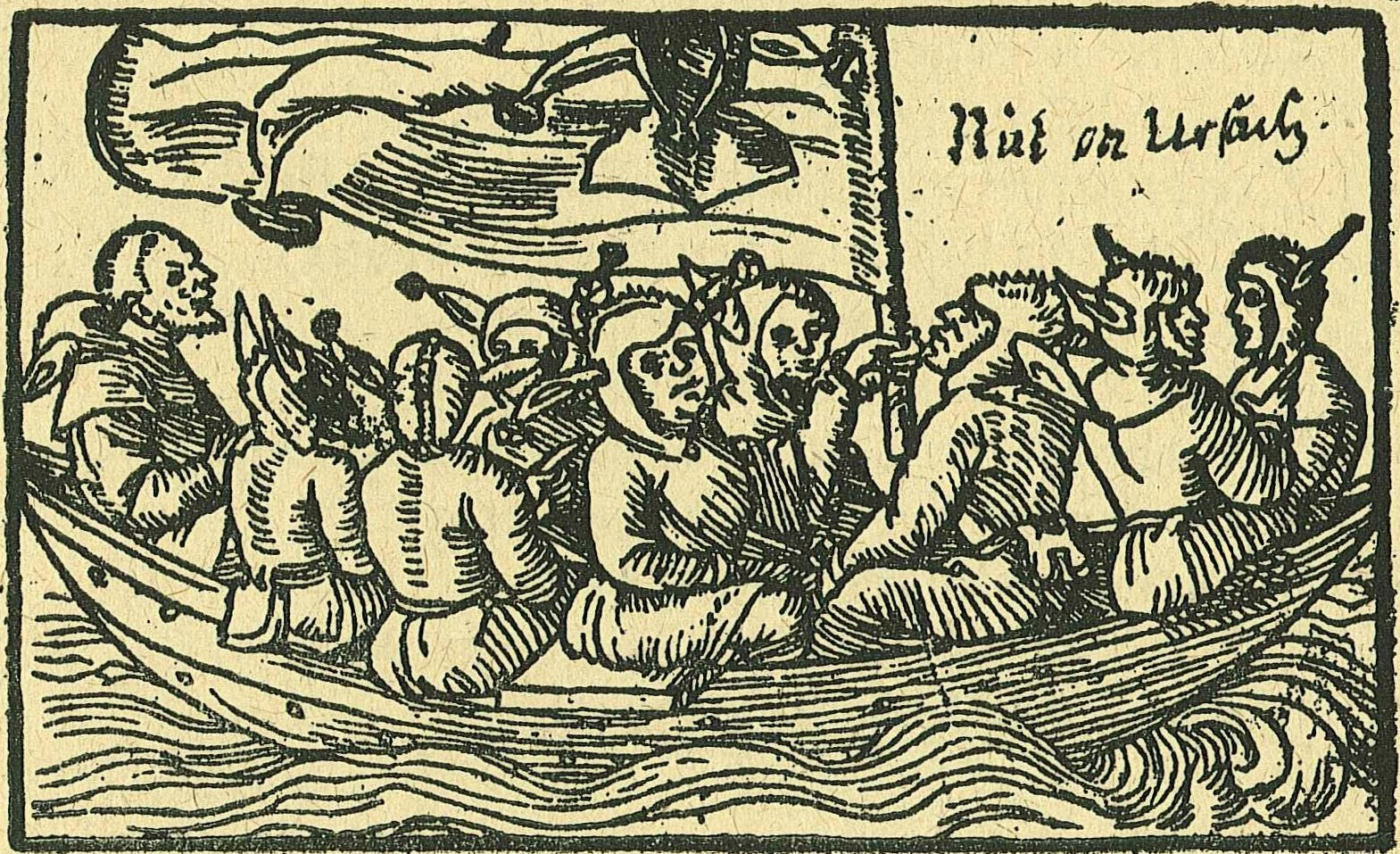
Ilustrace Brantovy Lodi bláznů na dřevorytu roku 1549

Loď bláznů je alegorie, která se objevuje v západní kultuře již od starověku. Jednu z prvních zmínek nacházíme u Platóna, který tento příměr použil v argumentaci kritiky demokracie. Podstata alegorie v Platónově podání spočívá v porovnávání demokracie (řízení státu demokratickou vládou) s obrazem lodě bez kapitána, na které se velení násilím chopili nepříčetní, lehkovážní pasažéři, kteří jsou vůči kurzu lodi neteční, anebo jej neznají. Tento fanatický dav je schopen zabít nebo omámit kohokoliv, kdo mu bude stát v cestě, a pravého kapitána, znalého hvězd, větru a kormidlování, považuje za nepotřebného. Platón touto alegorií přiblížil kapitánovu situaci postavení filozofa a jeho odmítnutí státem. Platónův koncept stál u zrodu satirické literární skladby Loď bláznů (německy Narrenschiff, 1494) Němce Sebastiana Branta, při jejíž tvorbě se autor pravděpodobně inspiroval i mýtem o Argonautech. Brantova báseň se pro změnu stala inspirací pro slavný obraz Hieronyma Bosche, nesoucí stejný název. Brantova epická báseň vypráví o flotile „lodí bláznů“, která se vypravila z Basileje do ráje bláznů, Narragonie. Loď bláznů sloužila také jako parodizující a satirizující obraz katolické církve, nicméně různé obměny motivu lodi na více, či méně symbolické cestě se v literatuře a výtvarném umění 15. století objevují opakovaně.
Alegorie se ve 20. století chopil filozof Michel Foucault ve svých Dějinách šílenství. Na obraze lodě bláznů postavil interpretaci středověké a raně renesanční společnosti, která své stigmatizované členy, např. tuláky, chudé a nemocné, udržovala před svými branami (fyzickými i pomyslnými), a dávala jim tím status vyřazenosti, a až posvátné izolovanosti. Foucault tedy na lodě bláznů pohlíží jednak jako na historický fakt, o jehož pravdivosti se spekuluje, a jednak jako na metaforu společenské hierarchie. Výklad jeho verze se tedy od té původní, Platónovy, radikálně liší.